# Маджапагіт

Імперія Маджапагіт та залежні території

7°42′ пд. ш. 112°30′ сх. д. / 7.7° пд. ш. 112.5° сх. д.
Імперія Маджапагіт (індонез. Majapahit) — останнє індуїстське королівство в Індонезії, було розташоване на східній Яві, існувало між XIII та XVI століттями.
Засновником імперії був Віджая, принц Сінгасарі. 1292 року монгольські війська прийшли на Яву, щоб помститися за образу китайського імператора Хубілай-хана, завдану Джаякатваном, правителем Сінгасарі. Віджая допоміг монголам знищити Джаякатвана, а після цього виступив проти монголів і прогнав їх із Яви.
Під правлінням Віджая нове королівство, Маджапагіт, успішно добилося контролю над Балі, Мадурою, Малаєю та Танджунгпурою. Найбільшої могутності королівство досягло у середині XIV ст. під керівництвом короля Хаяма Вурука та його першого радника, Ґаджі Мади. Деякі науковці вважають, що в ці часи королівство Маджапагіт займало всю територію сучасної Індонезії, інші стверджують, що територія обмежувалася східною Явою та Балі. В будь-якому випадку є очевидним, що імперія Маджапагіт була дуже впливовою силою в регіоні, підтримуючи постійні відносини з Китаєм, Чампою, Камбоджею, Аннамом та Таїландом.
Золота ера королівства була скороминучою: імперія почала занепадати після смерті Хаяма Вурука в 1389 році, що супроводжувалось громадянською боротьбою в самій імперії за престол. Швидке поширення ісламу й розквіт в регіоні і на самій Яві мусульманських королівств у XV—XVI століттях ще більше пришвидшили занепад імперії.

## Державне управління
На чолі перебував магараджа, якому належала політична та військова влада. Він спирався на раду з 6 осіб, членами якої були представники панівної династії. В управління допомагав мапатіх (перший міністр). Територія поділялася на землі, що власне підпорядковувалися магараджі (радж'я). Вони були поділені на області намісникам (бхре), яких призначали з числа родичів монарха. Поза цих земель, були підвладні обасні де якусь автономію зберігали місцеві правителі рака. Острови поза межами Яви підкорялися Маджапагіту, але там зберігалися місцеві династії. Переважно вони сплачували данину та спрямовували допоміжні війська.